# Aleksandr Nikolaevič Jakovlev
Aleksandr Nikolaevič Jakovlev (in russo Александр Николаевич Яковлев?; Jaroslavl', 2 dicembre 1923 – Mosca, 18 ottobre 2005) è stato un politico sovietico, membro del Politburo dal 1987 al 1990.

## Biografia
Dopo aver combattuto nella Seconda guerra mondiale, si laureò in scienze storiche, all'università della sua città. S'iscrisse poi al PCUS, nel cui apparato lavorò dal 1953 al 1966.
Col tempo però le sue idee si svilupparono in senso liberale e nel novembre 1972 pubblicò sulla Literaturnaja Gazeta un articolo intitolato "Contro l'anti-storicismo" in cui entrava nello scontro interno al partito tra occidentalisti e slavofili, attaccando questi ultimi. L'articolo suscitò la condanna del Politburo e Jakovlev fu destituito dalle cariche di partito.
Inviato come ambasciatore in Canada, dove rimase 10 anni, strinse amicizia con il Primo ministro canadese Pierre Trudeau.
Tornato in patria, dal 1983 al 1985 diresse l'Istituto per l'economia mondiale e le relazioni internazionali dell'Accademia delle scienze dell'URSS. Nel 1985 Jakovlev divenne consigliere di Michail Gorbačëv, il quale era appena diventato segretario generale del Partito Comunista dell'Unione Sovietica. In tale veste Jakovlev fu uno dei massimi ispiratori della politica di riforme conosciuta come perestrojka (ristrutturazione), la quale è ampiamente ritenuta una causa significativa del crollo del blocco orientale e della dissoluzione dell'Unione Sovietica.
Nel 1986 entrò nella segreteria con mandato sulle questioni relative all'ideologia, l'informazione e la cultura. Nel 1987 fu eletto membro del Politburo e nominato presidente della commissione per la glasnost' (trasparenza). In questa qualità contribuì alla liberalizzazione della stampa sovietica, facendo pubblicare, fra l'altro, opere fino allora proibite.
Il regime totalitario sovietico poteva essere distrutto solo attraverso la glasnost' e la disciplina di partito totalitaria, nascondendosi dietro gli interessi del miglioramento del socialismo. [...] Guardando indietro, posso dire con orgoglio che fu una tattica intelligente, ma molto semplice - i meccanismi del totalitarismo contro il sistema del totalitarismo - ha funzionato.»
(Jakovlev nell'introduzione del "Libro nero del comunismo")
Nel 1989 diventa membro del Consiglio dei deputati del popolo. La sua presenza nel dipartimento di agitazione e propaganda segna un profondo cambiamento nel rapporto tra partito e mass media sovietici, i quali vengono esortati alla critica serrata contro il PCUS.
Dopo il dissolvimento dell'URSS, nel 1992 fu nominato da Boris Nikolaevič El'cin, nuovo presidente della Russia, capo della Commissione per la riabilitazione delle vittime delle repressioni politiche, carica che mantenne fino alla morte nel 2005. Nello svolgimento di questo lavoro, Jakovlev raccolse documenti e testimonianze della repressione durante il periodo staliniano.

## Opere
- Memoria e avvenire della Russia (Spirali, 2002)
- La Russia. Il vortice della memoria. Da Stolypin a Putin. (Spirali, 2000)